# Parque Zoológico de París
El Parque Zoológico de París (en francés Parc Zoologique de Paris), conocido popularmente como Zoo de Vincennes por encontrarse en la entrada del bosque de Vincennes, es el principal jardín zoológico de París, la capital de Francia. Abierto al público por primera vez en 1934 y situado en el decimosegundo distrito de la ciudad, el parque se encuentra entre los límites de dos zonas verdes: el bosque de Vincennes y un parque llamado Pelouse de Reuilly (literalmente, «cesped de Reuilly»). Cubriendo una superficie de 14,5 hectáreas, el zoo de Vincennes es uno de los cuatro parques zoológicos que dependen del Museo Nacional de Historia Natural de Francia. Tiene la particularidad de contar con una roca artificial de 65 metros de altura que con el tiempo ha acabado por convertirse en el símbolo más emblemático del parque. Esta gran roca artificial (conocida como Le Grand Rocher, «la Gran Roca») es un decorado que fue construido con ocasión de la inauguración del parque, en 1934, y sigue en pie hoy en día. Representa una cumbre de alta montaña y de 1934 a 2008 sirvió para albergar la fauna alpina. A esta instalación, que hoy en día alberga los vivarios del zoo y el recinto de las nutrias europeas, se han añadido en 2014 otras dos instalaciones de gran tamaño: un gran aviario en el que se albergan aves limícolas y un gran invernadero que contiene plantas y animales tropicales.

## Historia del zoo de París
Los orígenes del parque actual se remontan a un parque de animales exóticos que fue montado en 1931, en el mismo emplazamiento que el emplazamiento actual, con ocasión de la exposición colonial internacional de ese mismo año. En aquella época el zoo oficial de París era todavía la Ménagerie («casa de fieras») del Jardín de plantas, casa de fieras que había sido fundada en 1793, durante la revolución. En 1932 se decidió conservar indefinidamente y ampliar el parque zoológico de la exposición colonial. En 1934 las obras fueron terminadas y el nuevo parque zoológico de la capital fue inaugurado, aunque hasta hoy en día tanto el antiguo zoo, la Ménagerie del Jardín de Plantas, como el zoo oficial, llamado popularmente «de Vincennes», coexisten y se complementan, y siguen estando regidos por el Museo Nacional de Historia Natural de Francia.
A principios del siglo XXI el parque fue declarado vetusto y no adaptado a las nuevas leyes de seguridad y bienestar tanto para los animales como para las personas. Por esta razón estuvo cerrado de 2008 a 2014. Tras casi dos años y medio de unas obras que duraron de diciembre de 2011 a abril de 2014, el zoo de París reabrió sus puertas el 12 de abril de 2014, aunque completamente reorganizado en una serie de biozonas, y ya no como los zoológicos tradicionales en los que jaulas y recintos no están geográficamente diferenciados y reagrupados. Lo más destacado de esta reorganización del parque es la novedosa distribución de los animales, agrupados por hábitats en lugar de la tradicional colocación por especies. Así, el zoo se ha organizado en cinco biozonas (Sabana–Sahel, Europa, Patagonia, Guyana y Madagascar). Se planea que otras dos biozonas (África ecuatorial y Australia) se desarrollen posteriormente.